# Maidenburg
Die Ruine der Maidenburg (tschechisch Děvičky, Dívčí hrady, Maidberk) befindet sich auf dem Děvín (Maidenberg), dem höchsten Gipfel der Pollauer Berge in Südmähren.

## Geschichte
Die Höhenburg wurde erstmals 1222 unter dem Namen 'Dewiczky' als Grenzburg in königlichem Besitz erwähnt. Der Name des ersten bekannten Burggrafen ist Stephan von Mödlau, Gründer der Adelsfamilie Pernstein.
Zunächst war das Gebäude wahrscheinlich aus Holz. Die Burg wurde Ende des 13. Jahrhunderts unter der Herrschaft von König Wenzel III. erneuert. Zur Zeit der Ersten Wiener Türkenbelagerung wurde die Burg 1529 verstärkt.
Im Jahr 1572 kaufte Adam von Dietrichstein die Maidenburg, ebenso wie die benachbarte Burg Waisenstein. Sein Sohn Sigismund baute die Maidenburg wieder auf.
Während des Dreißigjährigen Kriegs wurde die Burg von schwedischen Truppen besetzt, die nach der siegreichen Schlacht bei Jankau das Gebiet bis nach Wien beherrschten. Beim Abzug der schwedischen Besatzung wurde die Burg geplündert und gebrandschatzt.

## Heutiger Zustand
Die Umfassungsmauern sind erhalten. Man erreicht die Burg vom Bahnhof in Popice, mit einem Wanderweg mit roter Wandermarkierung, oder über eine kürzere Variante vom Parkplatz in Pavlov mit einer grünen Markierung.